# 片山伸次
片山 伸次（かたやま しんじ、1979年9月6日 - ）は、静岡県焼津市出身で阿武松部屋に所属した元大相撲力士。本名同じ。身長179cm、体重142kg。得意は押し相撲である。最高位は西前頭13枚目（2005年7月場所）。趣味は映画鑑賞。愛称は「四股の片山」、また部屋では「サップ」と呼ばれていた。血液型はAB型。好物は麺類、唐揚げ。最終学歴は専修大学卒業。

## 来歴
小学4年のころに相撲クラブに入り、小学6年で全国大会に出場する。中学、焼津水産高、専修大学でも相撲を続け、全日本相撲選手権大会では3位に入賞した。この成績ならかつては幕下付出デビューも可能だったが、2001年の規程改正で幕下付出は優勝が条件となり、惜しくも幕下付出デビューは果たせなかった。しかし、将来も相撲を続けたかったため前相撲からの入門を決意した。
初土俵は2002年3月場所。以後は順調に昇進。学生時代のライバルで同期で幕下15枚目格デビューをした朝陽丸に先んじて、2004年7月場所で新十両、2005年5月場所で新入幕を果たす。阿武松部屋および専修大学卒業者（武双山は専大中退）では初の幕内力士である。
仕切りの際に脚をまっすぐ上げる美しい四股踏みとは裏腹に相撲は硬く、幕内に定着できず幕内での勝ち越しは新入幕の場所のみに留まる。2005年9月場所に十両に陥落し、その場所は勝ち越してすぐに幕内に戻ったものの、2006年1月場所は西前頭16枚目で6勝9敗と負け越し、1場所での十両陥落が決定した。3月場所は9勝6敗と勝ち越し、幕内復帰を決めたが5月場所は東前頭14枚目で5勝10敗で、再び1場所で十両に陥落となった。7月場所では、西の十両筆頭で6勝9敗に終わり復帰に失敗した。9月場所では西十両3枚目で8勝7敗という成績ながら、幕内から陥落する力士が8人もおり、幸運な幕内復帰を果たした（ちなみに安壮富士はこの前の7月場所で、西十両3枚目で9勝6敗の好成績を上げながら、十両優勝した寶智山や、本割で敗れ、好成績を上げた霜鳥などがおり、新入幕は見送られていた）。ところが11月場所は幕尻の西前頭15枚目で6勝9敗に終わり、この年3度目の十両陥落となった。
このように幕内下位と十両上・中位を往復する生活が続いていたが、2007年は十両でなかなか勝ち越すことができず、中盤戦まで黒星が大きく先行するものの終盤にかけての驚異的な追い込みによって十両に残留することが多くなっていた。2007年9月場所で8勝7敗と1年ぶりに勝ち越し、翌11月場所も9勝6敗と2場所連続での勝ち越しを決めたが、いずれもこれまでとは逆に勝ち越しを決めた後に失速し、番付を思うように上げられず十両下位での土俵が続いた。その後も2008年1月場所、3月場所と2場所連続して千秋楽に敗れれば幕下陥落が濃厚となる状況から立合いの変化で十両残留を決めるなど、紙一重のところで十両を維持し続けていたが、2008年7月場所では東十両9枚目で2勝13敗と大敗。ついに4年間守り続けた関取の地位を手放すことになってしまった。9月場所は西幕下5枚目で4勝3敗と勝ち越したが1場所での十両復帰はならなかった。東幕下2枚目から再び十両復帰に挑んだ11月場所では2勝5敗に終わって果たせず、2009年初場所では東幕下16枚目に位置したものの全休となり、同場所を最後に引退した。

### 四股名
十両昇進を確定的にした2004年5月場所、「十両に昇進したら地元にちなんだ四股名にしたい」と話すも翌場所は改名せず、勝ち越したら改名と宣言。同場所で勝ち越しを果たし、改名すると思われた翌9月場所も改名はなく、「入幕したら改名」とまたもや改名を持ち越した。結局新入幕を果たした2005年5月場所以降も四股名を改めることはなかったが、2008年3月場所前に名前を「信次」と改名した。

## エピソード
- プロ野球・千葉ロッテマリーンズのファンである。
- 潮丸（静岡市葵区出身）とともに静岡県出身の力士で、日刊スポーツ静岡版記事では並んで取り上げられる事が多かった。なお、両者の対戦は相撲界の静岡ダービーと紹介される事もあった。
- FRIDAY2010年6月18日号『元幕内力士が実名告白　「私が見た賭博とヤクザ交友」』で、琴光喜啓司などが関与したとされる野球賭博について、現場は阿武松部屋であったと実名を出して取材に応じている（なお、親方・益荒雄広生には隠れて行っていたと証言しており、親方本人は否定しているという）。また、TVのニュースにも実名だけでなく顔も隠さず出演していた。

## 主な成績
- 通算成績：241勝239敗6休（42場所）
- 幕内成績：36勝54敗
- 幕内在位：6場所

### 場所別成績
| | 一月場所 初場所（東京） | 三月場所 春場所（大阪） | 五月場所 夏場所（東京） | 七月場所 名古屋場所（愛知） | 九月場所 秋場所（東京） | 十一月場所 九州場所（福岡） |
| --- | ----------------------- | ----------------------- | ----------------------- | --------------------------- | ----------------------- | --------------------------- |
| 2002年 （平成14年） | x                       | （前相撲）              | 東序ノ口30枚目 優勝 7–0 | 西序二段26枚目 6–1          | 西三段目63枚目 5–2      | 西三段目33枚目 4–3          |
| 2003年 （平成15年） | 東三段目19枚目 5–2      | 東幕下58枚目 6–1        | 東幕下29枚目 0–7        | 西三段目4枚目 4–3           | 東幕下54枚目 6–1        | 東幕下24枚目 4–3            |
| 2004年 （平成16年） | 西幕下15枚目 4–3        | 西幕下12枚目 5–2        | 西幕下6枚目 6–1         | 西十両12枚目 8–7            | 西十両7枚目 6–9         | 東十両11枚目 7–8            |
| 2005年 （平成17年） | 東十両12枚目 10–5       | 東十両5枚目 10–5        | 西前頭16枚目 8–7        | 西前頭13枚目 4–11           | 東十両2枚目 8–7         | 東前頭16枚目 7–8            |
| 2006年 （平成18年） | 西前頭16枚目 6–9        | 東十両2枚目 9–6         | 東前頭14枚目 5–10       | 西十両筆頭 6–9              | 西十両3枚目 8–7         | 西前頭15枚目 6–9            |
| 2007年 （平成19年） | 東十両2枚目 6–9         | 西十両6枚目 7–8         | 西十両7枚目 5–10        | 西十両12枚目 7–8            | 東十両13枚目 8–7        | 西十両11枚目 9–6            |
| 2008年 （平成20年） | 東十両9枚目 5–10        | 東十両13枚目 7–8        | 西十両14枚目 9–6        | 東十両9枚目 2–13            | 西幕下5枚目 4–3         | 東幕下2枚目 2–5             |
| 2009年 （平成21年） | 東幕下16枚目 引退 0–0–6 | x                       | x                       | x                           | x                       | x                           |
| 各欄の数字は、「勝ち-負け-休場」を示す。 優勝 引退 休場 十両 幕下 三賞：敢=敢闘賞、殊=殊勲賞、技=技能賞 その他：★=金星 番付階級：幕内 - 十両 - 幕下 - 三段目 - 序二段 - 序ノ口 幕内序列：横綱 - 大関 - 関脇 - 小結 - 前頭（「#数字」は各位内の序列） |                         |                         |                         |                             |                         |                             |

### 幕内対戦成績
| 力士名   | 勝数 | 負数 | 力士名   | 勝数 | 負数 | 力士名   | 勝数 | 負数 | 力士名 | 勝数 | 負数 |
| -------- | ---- | ---- | -------- | ---- | ---- | -------- | ---- | ---- | ------ | ---- | ---- |
| 朝赤龍   | 1    | 2    | 安壮富士 | 1    | 0    | 安美錦   | 1    | 0    | 岩木山 | 1    | 0    |
| 潮丸     | 1    | 0    | 皇司     | 0    | 1    | 海鵬     | 1    | 0    | 鶴竜   | 0    | 1    |
| 春日王   | 0    | 3    | 春日錦   | 0    | 1    | 稀勢の里 | 0    | 2    | 北桜   | 1    | 2    |
| 旭鷲山   | 2    | 1    | 琴奨菊   | 0    | 2    | 霜鳳     | 1    | 0    | 十文字 | 0    | 3    |
| 駿傑     | 1    | 2    | 隆乃若   | 3    | 0    | 高見盛   | 0    | 2    | 豪風   | 0    | 2    |
| 玉飛鳥   | 0    | 1    | 玉春日   | 1    | 3    | 時津海   | 1    | 2    | 時天空 | 1    | 1    |
| 土佐ノ海 | 2    | 3    | 栃栄     | 0    | 2    | 栃乃洋   | 0    | 1    | 栃乃花 | 1    | 2    |
| 豊桜     | 0    | 2    | 豊ノ島   | 3    | 0    | 白露山   | 1    | 1    | 把瑠都 | 0    | 1    |
| 普天王   | 0    | 1    | 武雄山   | 2    | 1    | 豊真将   | 1    | 1    | 北勝力 | 0    | 1    |
| 嘉風     | 1    | 1    | 若兎馬   | 1    | 0    | 若の里   | 0    | 1    |        |      |      |

## 各段優勝
- 序ノ口優勝：1回

## 改名歴
- 片山 伸次（かたやま しんじ）2002年3月場所 - 2008年1月場所
- 片山 信次（かたやま しんじ）2008年3月場所 - 2009年1月場所